# Whitewood, Saskatchewan
Whitewood är en ort i Kanada.   Den ligger i provinsen Saskatchewan, i den sydöstra delen av landet, 2 000 km väster om huvudstaden Ottawa. Whitewood ligger 600 meter över havet och antalet invånare är 950.
Terrängen runt Whitewood är platt. Trakten runt Whitewood är nära nog obefolkad, med mindre än två invånare per kvadratkilometer.. Det finns inga andra samhällen i närheten.
Trakten runt Whitewood består till största delen av jordbruksmark.